# ウユニ

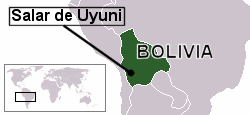
ボリビアにおけるウユニ塩原の位置

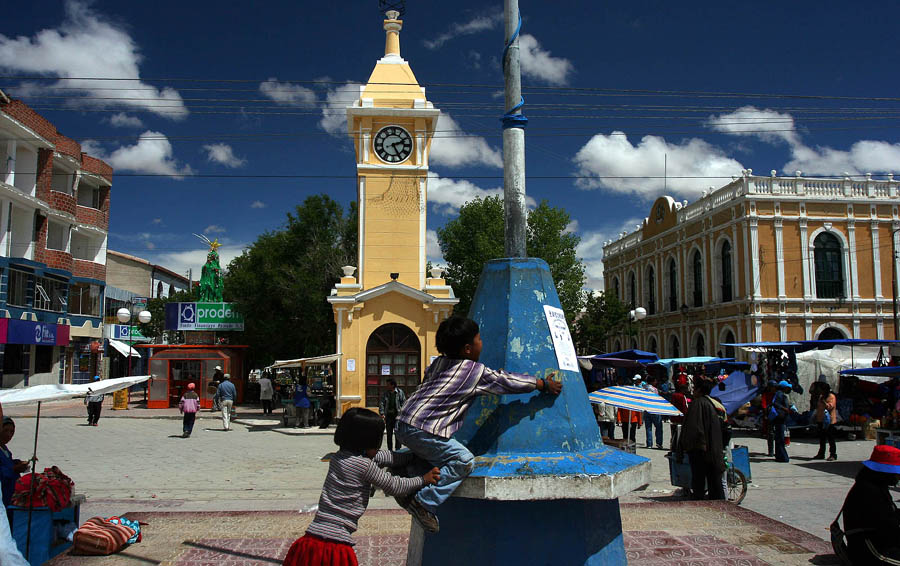
中心街

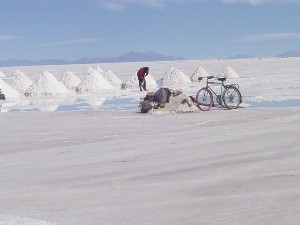
ウユニ塩原の塩採掘

ウユニ（スペイン語: Uyuni）は、南アメリカ中央部、ボリビアの南西部、アルティプラノ高原にある町。

## 概要
塩の生産と観光が産業のほとんどを占めている。町の中心のポトシ通りには観光旅行業者のオフィスが何軒か並んでいる。スペイン語が中心だが英語も通用する事務所もあり、片言ながらフランス語や日本語が話せる人もいる。

## 地理
ウユニ塩原から車で約1時間の距離にあり、塩原観光の拠点となっている。人口約1万人（2012年時点）。2012年に新空港が開港して以降、アマゾナス航空がラパスから1日3便の定期便を運航している（2015年4月現在）。また、ボリビア中央部のオルロから週に5便の鉄道が出ているほか、ラパス・オルロ・ポトシなどの主要都市からのバス便も出ているが、道路状態が悪いことと、深夜運行にもかかわらず十分な暖房設備を持たないバスが多いため、快適とは言いがたい。

## ウユニ塩原

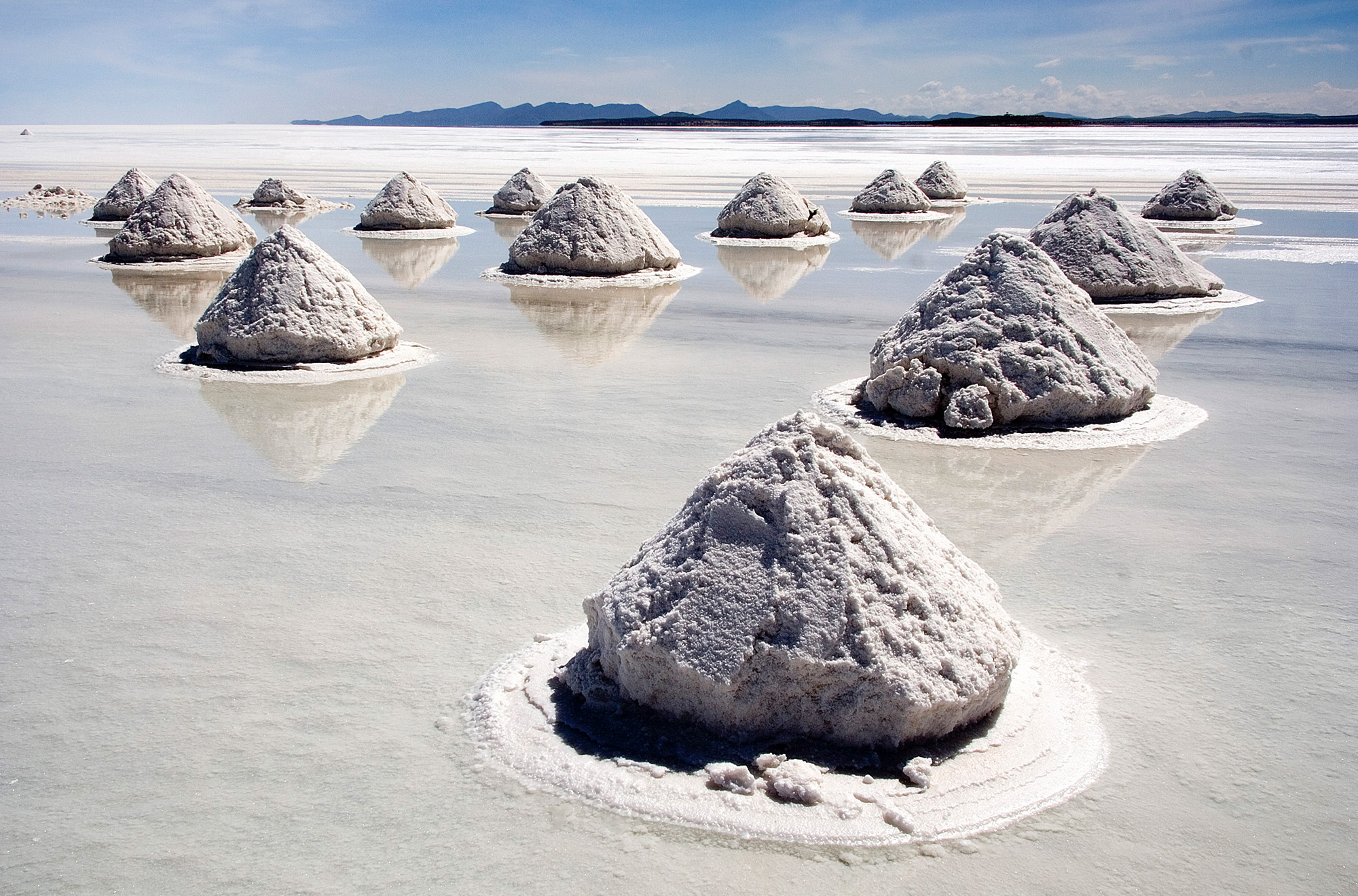
塩の山

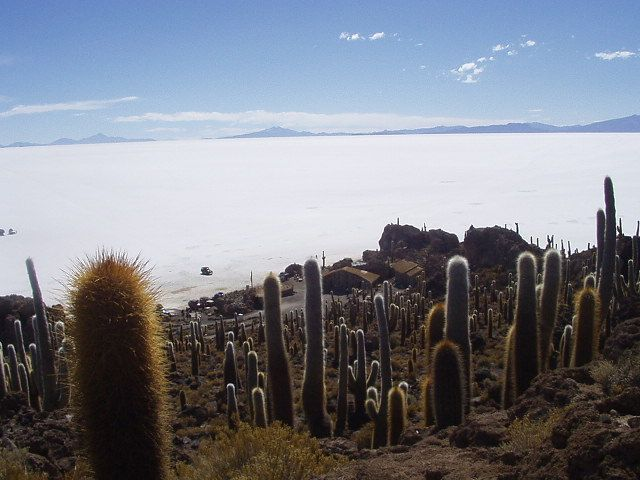
魚島から見た塩原

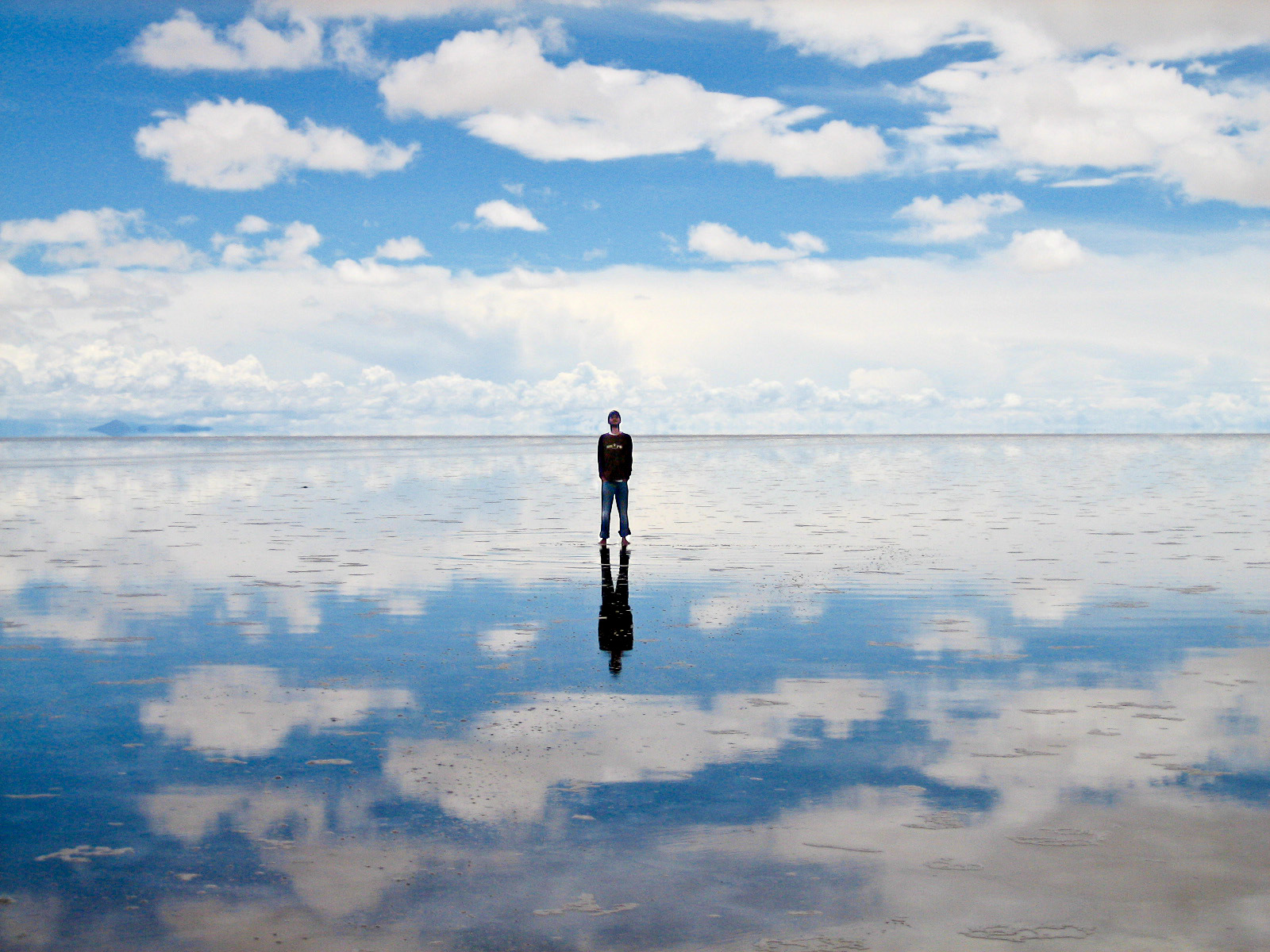
冠水したウユニ塩原、天空の鏡

ウユニ塩原（ウユニえんげん、スペイン語: Salar de Uyuni）はボリビア中央西部のアルティプラーノにある塩の大地。標高約3,700メートルにある南北約100キロメートル、東西約250km、面積約10,582平方キロメートルの広大な塩の固まり。現地での本来の呼び名はトゥヌパ（トゥヌーパ）塩原であり、これはウユニを麓に有する山、トゥヌパ山に由来する。塩原の中央付近で周りを見渡すと、視界の限り真っ白の平地であり寒冷な気候もあって、雪原の直中にいるような錯覚を起こす。
なお本項目では学術的に正確な表現である「塩原」（塩類平原）を用いているが、一般には「塩湖」と呼ばれることの方が多い。
ボリビアの国道5号に指定されており、乾期（7月頃 - 10月頃）には塩原はほぼ乾いており、その上を自動車で走行することが出来るが、雨期には若干の水が溜まり、場所によっては自動車による走行が出来ないところも現れる。乾期でも塩を数センチメートルから数十cm掘ると水が染み出てくる。さらに塩原の周辺は細かな土の荒れた土地になっているので、塩原内の旅行は一般の自家用車では不可能と考えた方がよい。そもそも見渡す限り真っ白な風景で、目印は遠くに見える山と、地元の人が何か所かにつけたタイヤの道標くらいしかないので、地元観光業者の運転に任せないと極めて危険である。塩原を横断する公共の自動車は水没防止のために車高を高くしている。
アンデス山脈が隆起した際に、大量の海水がそのまま山の上に残されることとなった。さらにアルティプラーノは乾燥した気候であったこととウユニ塩原が流出する川を持たなかったことより、近隣の土壌に残された海水由来の塩分もウユニ塩原に集まって干上がることになった。こうして世界でも類を見ない広大な塩原が形成された。
この塩原は高低差が100km四方で50cmしかないことが調査により判明しており、「世界で最も平らな場所」でもある。そのため雨季に雨により冠水すると、その水が波も立たないほど薄く広がるため、水が蒸発するまでのわずかな期間に「天空の鏡」（スペイン語: Espejo del cielo、英語: Mirror of the sky）と形容される巨大な鏡が出現する。
塩原の周囲に住む人たちは、塩を国内外に販売している。一般の食用の塩は、湖の表面の塩を削り取り1m程度の高さの小山を作って乾燥させて作る。この塩は近年日本でも購入できる。また塩原に斧で切れ目を入れ、数十cmないし1m程度の大きさの立方体に切り出すことも行なわれている。この塩のブロックは家畜放牧地にそのまま置いて家畜になめさせたり（家畜のミネラル補給）、ブロックのまま別の塩精製施設に運んだりして使われる。塩原周辺では塩のブロックを建材に使って家などを作ることもある。
塩原の中程には、観光客用に塩で作ったホテルが建てられている。壁もテーブルもベッドも全てが上記の塩のブロックで作られている。ウユニ駅前にある旅行代理店で宿泊の予約ができるほか、喫茶だけでも立ち寄ることができる。
ウユニ塩原はリチウム埋蔵量で世界のおよそ17パーセントを占めると見積もられている。電気自動車の電池などリチウム需要は将来的に高まると予想され、新たなリチウム産地としても注目されている。2009年現在は本格的な生産は行われていないが、ボリビア公社事業として2010年を目標にパイロットプラントの設置が進められている。事業には日本の住友商事、三菱商事や、フランス・ロシアのグループが参画を目指している。一方で、スタンフォード大学のゲイル・マフット教授によれば、ウユニ塩湖に存在するリチウム資源は、リチウムと性質が似ているマグネシウムの濃度が高いため、技術的な観点からその抽出は困難であるという。
同じく塩原の中央付近に「魚島」（スペイン語: Isla de Pescado、Isla del Pescado）という島がある。遠方から見ると、島の形が魚のように見えることからその名前がついた。高さおよそ40mの島には、サボテンが多数生えている。小さな土産物屋はあるが、居住者はおらず宿泊施設も無い。塩原の横断に自動車が用いられるようになる前は、リャマなどの隊列で移動をしていたが、一遍で渡り切るのは困難であるため、この島が重要な休息場所となっていた。雪原のような真っ白な塩原にあるサボテンだらけの島というのは奇景である。

## 交通
- ホヤ・アンディナ空港（スペイン語版、英語版）